# Superpuchar Hiszpanii w piłce siatkowej mężczyzn
Superpuchar Hiszpanii w piłce siatkowej mężczyzn (hiszp. Supercopa de España de Voleibol Masculino) – cykliczne rozgrywki w piłce siatkowej organizowane corocznie przez Królewski Hiszpański Związek Piłki Siatkowej (Real Federación Española de Voleibol), w których rywalizują ze sobą mistrz i zdobywca Pucharu Hiszpanii. 
Rozgrywki o siatkarski Superpuchar Hiszpanii po raz pierwszy rozegrane zostały w 1990 roku, a następnie w latach 1994–1996, po czym w latach 1997–2001 nastąpiła przerwa w organizowaniu tych rozgrywek. Mecz o Superpuchar Hiszpanii odbywa się corocznie od 2002 r.
Pierwszym zwycięzcą tych rozgrywek został klub Palma Orisba.

## Triumfatorzy
| Edycja | Data       | Miejsce spotkania                                      | 1. miejsce                                                  | 2. miejsce                                                       | Wynik spotkania                         |
| ------ | ---------- | ------------------------------------------------------ | ----------------------------------------------------------- | ---------------------------------------------------------------- | --------------------------------------- |
| 1      | 23.12.1990 | Centro Insular de Deportes, Las Palmas                 | Palma Orisba (Zdobywca Pucharu Hiszpanii)                   | Constructora Atlántica Canaria (Mistrz Hiszpanii)                | 3:0 (15:10, 15:8, 15:13)                |
| 2      | 13.09.1994 | Soria                                                  | Grupo Duero Soria (Zdobywca Pucharu Hiszpanii)              | CS Pepsi Gran Canaria (Mistrz Hiszpanii)                         | 3:0 (15:7, 15:3, 15:9)                  |
| 3      | 1.11.1995  | Pabellón Municipal Rafael Florido, Almería             | Unicaja Almería (Zdobywca Pucharu Hiszpanii)                | Caja Salamanca y Soria (Mistrz Hiszpanii)                        | 3:2 (15:17, 15:5, 15:12, 10:15, 15:11)  |
| 4      | 1996       |                                                        | CV Gran Canaria (Zdobywca Pucharu Hiszpanii)                | Caja Salamanca y Soria (Mistrz Hiszpanii)                        | 3:1                                     |
| 5      | 29.12.2002 | Pabellón Deportivo Municipal, El Puerto de Santa María | Unicaja Almería (Mistrz i zdobywca Pucharu Hiszpanii)       | PTV Málaga (Finalista Pucharu Hiszpanii)                         | 3:0 (25:15, 25:23, 25:21)               |
| 6      | 26.11.2003 | Pabellón Esperanza Lag, Elx                            | Unicaja Almería (Mistrz Hiszpanii)                          | CV J'Hayber Elche (Zdobywca Pucharu Hiszpanii)                   | 3:2 (25:22, 25:20, 10:25, 19:25, 15:13) |
| 7      | 12.10.2004 | Pabellón Municipal Rafael Florido, Almería             | Arona Playa de Las Américas (Zdobywca Pucharu Hiszpanii)    | Unicaja Almería (Mistrz Hiszpanii)                               | 3:2 (25:22, 17:25, 21:25, 25:23, 11:15) |
| 8      | 24.11.2005 | Pabellón Multifuncional de Bayas, Miranda de Ebro      | Son Amar Palma (Zdobywca Pucharu Hiszpanii)                 | Unicaja Almería (Mistrz Hiszpanii)                               | 3:0 (25:19, 25:19, 25:21)               |
| 9      | 16.09.2006 | Pabellón Calle Malagón, Puertollano                    | Unicaja Arukasur Almería (Finalista Pucharu Hiszpanii)      | Drac Palma (Mistrz i zdobywca Pucharu Hiszpanii)                 | 3:1 (25:23, 25:22, 18:25, 32:30)        |
| 10     | 29.09.2007 | Pabellón José Emilio Amavisca, Laredo                  | Drac Palma (Mistrz Hiszpanii)                               | Unicaja Arukasur Almería (Zdobywca Pucharu Hiszpanii)            | 3:0 (25:22, 25:22, 25:15)               |
| 11     | 5.10.2008  | Pabellón del Parque, Albacete                          | Palma Volley (Mistrz Hiszpanii)                             | Ciudad Medio Ambiente Soria (Zdobywca Pucharu Hiszpanii)         | 3:1 (23:25, 25:18, 25:21, 25:16)        |
| 12     | 3.10.2009  | Pabellón Los Planos, Teruel                            | CAI Voleibol Teruel (Mistrz Hiszpanii)                      | Unicaja Almería (Zdobywca Pucharu Hiszpanii)                     | 3:1 (22:25, 25:20, 25:19, 25:22)        |
| 13     | 16.10.2010 | Pabellón Moisés Ruiz, Almería                          | Unicaja Almería (Zdobywca Pucharu Hiszpanii)                | CAI Voleibol Teruel (Mistrz Hiszpanii)                           | 3:1 (25:12, 23:25, 25:20, 25:18)        |
| 14     | 24.09.2011 | Pabellón Los Planos, Teruel                            | Unicaja Almería (Finalista Pucharu Hiszpanii)               | Caja 3 Voleibol Teruel (Mistrz i zdobywca Pucharu Hiszpanii)     | 3:0 (25:21, 25:17, 25:21)               |
| 15     | 6.10.2012  | Pabellón Municipal de Los Pajaritos, Soria             | CAI Voleibol Teruel (Mistrz i zdobywca Pucharu Hiszpanii)   | Ciudad Medio Ambiente Soria (Finalista Pucharu Hiszpanii)        | 3:0 (25:22, 25:23, 25:16)               |
| 16     | 5.10.2013  | Pabellón Los Planos, Teruel                            | CAI Voleibol Teruel (Zdobywca Pucharu Hiszpanii)            | Unicaja Almería (Mistrz Hiszpanii)                               | 3:0 (25:19, 25:22, 25:21)               |
| 17     | 4.10.2014  | Pabellón del Parque, Albacete                          | CAI Voleibol Teruel (Mistrz Hiszpanii)                      | Unicaja Almería (Zdobywca Pucharu Hiszpanii)                     | 3:0 (25:20, 25:22, 25:18)               |
| 18     | 26.09.2015 | Pabellón Municipal de El Ejido, El Ejido               | Unicaja Almería (Mistrz Hiszpanii)                          | CAI Voleibol Teruel (Zdobywca Pucharu Hiszpanii)                 | 3:2 (24:26, 23:25, 25:19, 25:19, 15:10) |
| 19     | 7.12.2016  | Pabellón Los Planos, Teruel                            | CV Teruel (Finalista Pucharu Hiszpanii)                     | Unicaja Almería (Mistrz i zdobywca Pucharu Hiszpanii)            | 3:2 (25:15, 25:23, 23:25, 20:25, 17:15) |
| 20     | 1.11.2017  | Pabellón Los Planos, Teruel                            | CV Teruel (Finalista Pucharu Hiszpanii)                     | Urbia Vóley Palma (Mistrz i zdobywca Pucharu Hiszpanii)          | 3:0 (25:19, 25:21, 25:22)               |
| 21     | 6.10.2018  | Pabellón Los Planos, Teruel                            | CV Teruel (Mistrz i zdobywca Pucharu Hiszpanii)             | Unicaja Almería (Finalista Pucharu Hiszpanii)                    | 3:0 (25:13, 25:17, 25:23)               |
| 22     | 5.10.2019  | Pabellón Los Planos, Teruel                            | CV Teruel (Mistrz Hiszpanii)                                | Unicaja Costa de Almería (Zdobywca Pucharu Hiszpanii)            | 3:0 (25:14, 27:25, 25:18)               |
| 23     | 26.09.2020 | Pabellón Los Planos, Teruel                            | CV Teruel (Zdobywca Pucharu Hiszpanii)                      | Unicaja Costa de Almería (Finalista Pucharu Hiszpanii)           | 3:0 (25:19, 25:13, 25:18)               |
| 24     | 26.09.2021 | Centro Insular de Deportes, Las Palmas                 | CV Guaguas Las Palmas (Mistrz i zdobywca Pucharu Hiszpanii) | Feníe Energía Mallorca Voley Palma (Finalista Pucharu Hiszpanii) | 3:0 (25:22, 25:15, 25:20)               |
| 25     | 24.09.2022 | Pabellón Moisés Ruiz, Almería                          | Melilla Sport Capital (Zdobywca Pucharu Hiszpanii)          | Unicaja Costa de Almería (Mistrz Hiszpanii)                      | 3:1 (25:21, 25:21, 23:25, 25:22)        |
| 26     | 1.10.2023  | Centro Insular de Deportes, Las Palmas                 | CV Guaguas Las Palmas (Mistrz Hiszpanii)                    | Grupo Herce Soria (Zdobywca Pucharu Hiszpanii)                   | 3:2 (23:25, 25:20, 25:19, 22:25, 15:8)  |
| 27     | 28.09.2024 | Gran Canaria Arena, Las Palmas                         | CV Guaguas Las Palmas (Zdobywca Pucharu Hiszpanii)          | Unicaja Costa de Almería (Finalista Pucharu Hiszpanii)           | 3:0 (25:18, 25:18, 25:10)               |

## Bilans klubów
| Klub                  | 1. miejsce | 2. miejsce |
| --------------------- | ---------- | ---------- |
| CV Teruel             | 9          | 3          |
| Unicaja Almería       | 7          | 12         |
| CV Guaguas Las Palmas | 4          | 2          |
| CV Pòrtol             | 3          | 1          |
| CD San José de Soria  | 1          | 2          |
| Melilla Sport Capital | 1          | 0          |
| CV Palma              | 1          | 0          |
| CV Tenerife           | 1          | 0          |
| CD Numancia de Soria  | 0          | 2          |
| Club Voley Palma      | 0          | 2          |
| CV Elche              | 0          | 1          |
| PTV Málaga            | 0          | 1          |
| Grupo Herce Soria     | 0          | 1          |

## Nagrody MVP
- 2002 –  Cosme Prenafeta
- 2003 –
- 2004 –
- 2005 –
- 2006 –  Renato Adornelas Da Silva
- 2007 –  Miguel Ángel Falasca
- 2008 –  Ibán Pérez
- 2009 –  Ibán Pérez
- 2010 –  Manuel Sevillano
- 2011 –  Jeffrey Menzel
- 2012 –  Miguel Ángel de Amo
- 2013 –  Víctor Viciana
- 2014 –  Fran Ruiz
- 2015 –  Marcilio José Braga
- 2016 –  Thomas Ereú
- 2017 –  Balša Radunović
- 2018 –  Andrés Villena
- 2019 –  Víctor Rodríguez
- 2020 –  Jordi Ramón
- 2021 –  Yosvany Hernández
- 2022 –  Federico Martina
- 2023 –  Paolo Zonca
- 2024 –  Miguel Ángel de Amo